# Pont-de-l'Arc
 (septembre 2018).
Si vous disposez d'ouvrages ou d'articles de référence ou si vous connaissez des sites web de qualité traitant du thème abordé ici, merci de compléter l'article en donnant les références utiles à sa vérifiabilité et en les liant à la section « Notes et références ».
Pont-de-l'Arc est un quartier d'Aix-en-Provence (Bouches-du-Rhône) situé au sud de la ville, sur la rive gauche de la rivière Arc, au départ de la route de Marseille. 
Le quartier est relié au centre-ville par un pont sur l'Arc qui lui a donné son nom. Ce pont, sans valeur particulière, n'est que l'un des ponts franchissant l'Arc à Aix-en-Provence. Le pont des Trois-Sautets, au départ de la route de Nice, et le pont de Saint-Pons, à la limite ouest de la commune, sont plus remarquables.